# Ulf Kvensler
Ulf Erik Kvensler, ursprungligen Kvänsler, född 25 januari 1968 i Ronneby, Blekinge län, är en svensk skådespelare, manusförfattare och regissör.

## Biografi
Kvensler spelade klarinett under sin uppväxt och var medlem i Ronneby musiksällskap. Han studerade ekonomi vid Uppsala universitet och arbetade två år som IT- och managementkonsult innan han bildade gruppen Humorator, med bland andra Mikael Tornving och Henrik Hjelt. 1996 fick han arbete som komiker på Sveriges Television och skrev manus till nyhetssatirserien Detta har hänt. Därefter har han fortsatt inom branschen, främst som skådespelare och manusförfattare men på senare år även som regissör. Humorator medverkade även i komediserien Svensk humor på SVT hösten 2013. Kvensler debuterade som romanförfattare 2022 på Albert Bonniers förlag med deckaren Sarek som belönades med Svenska deckarakademins debutpris samma år.

## Filmografi

### Regi
- 2009–2010 – Solsidan (TV-serie)
- 2012 – Livstid
- 2013 – Molanders (TV-serie)

### Manus
- 1996 – Detta har hänt (TV-serie)
- 1998 – C/o Segemyhr (TV-serie)
- 2001 – En ängels tålamod (TV-serie)
- 2004–2005 – Ulveson och Herngren (TV-serie)
- 2004 – Om Stig Petrés hemlighet (TV-serie)
- 2004 – Kvarteret Skatan (TV-serie)
- 2006 – Kvarteret Skatan (TV-serie)
- 2006 – Veckans nyheter (TV-serie)
- 2008 – Guldkalven
- 2008 – Den krossade tanghästen
- 2010–2013 – Solsidan (TV-serie)
- 2010 – Bröderna Karlsson
- 2013 – Bäst före
- 2013 – Molanders (TV-serie)
- 2016 – Svartsjön (TV-serie) (TV-serie)
- 2017 – Vår tid är nu (TV-serie)

### Skådespelare
- 1996 – Detta har hänt (TV-serie)
- 1997 – Ogifta par – en film som skiljer sig
- 1997 – Tre Kronor (TV-serie)
- 1999 – C/o Segemyhr (TV-serie)
- 2000 – Fem gånger Storm (TV-serie)
- 2001 – En ängels tålamod (TV-serie)
- 2001 – Humorlabbet (TV-serie)
- 2001 – Känd från TV
- 2004 – Kvarteret Skatan (TV-serie)
- 2006 – Varannan vecka
- 2007 – Fredag hela veckan (TV-serie)
- 2008 – Vi hade i alla fall tur med vädret – igen
- 2010 – Solsidan (TV-serie)
- 2013 – Molanders (TV-serie)
- 2016 – Finaste familjen (TV-serie)
- 2017 – Vår tid är nu (TV-serie)